# R255-ös főút (Oroszország)

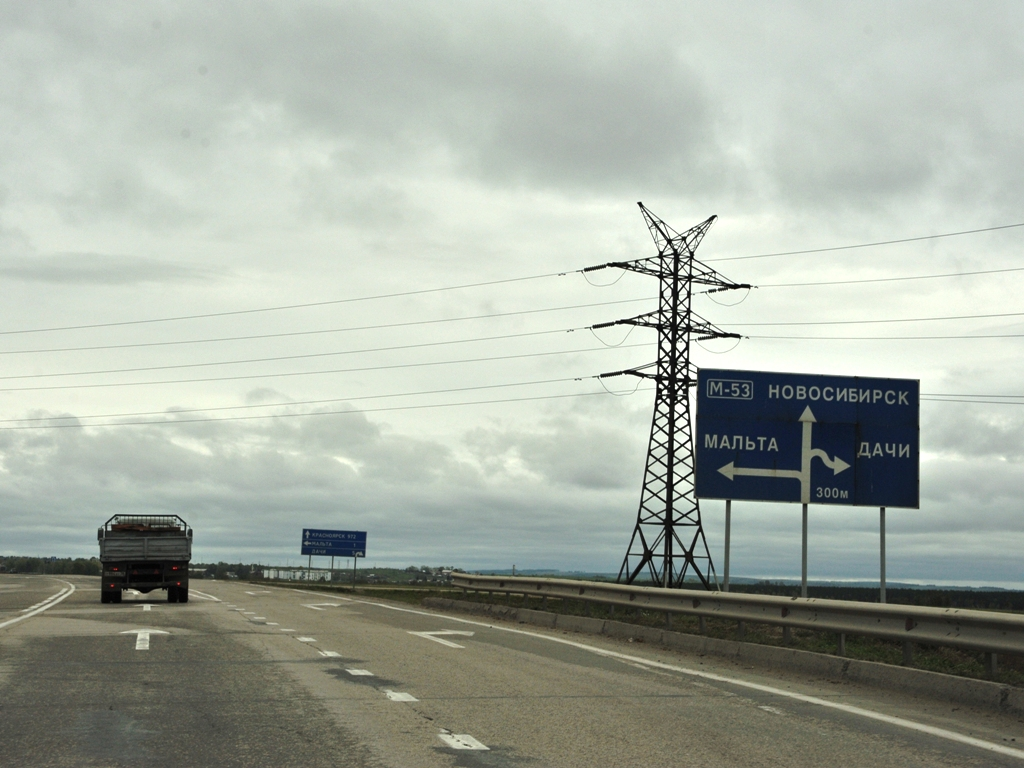

Az R255 „Szibéria” főút (oroszul: Федеральная автомобильная дорога  «Сибирь») Oroszország egyik szövetségi jelentőségű autóútja Novoszibirszk–(Tomszk)–Kemerovo–Krasznojarszk–Irkutszk között. Hossza: 1860 km.
Korábban M53 jelzéssel egy hosszabb főút része volt, de a régi útszámozást és -elnevezéseket egy 2010. évi kormányrendelet országszerte megszüntette és 2018. január 1-vel érvénytelenítette.
Az R254-es főút keleti folytatásának tekinthető, mellyel együtt része az ázsiai nemzetközi úthálózat  (Asian Highway 6) útvonalának.

## Útvonal
A főút Novoszibirszkből északkelet felé kiindulva a Novoszibirszki területen, egy rövid útszakasza a Tomszki területen, tovább a Kemerovói területen, a Krasznojarszki határterületen és az Irkutszki területen vezet keresztül. Tomszkba egy észak felé leágazó út visz, a főútvonal pedig délkeleti irányba, Kemerovo felé folytatódik.
Az útvonal több nagy folyót keresztez: Kemerovónál a Tomot, Acsinszk mellett a Csulimot, Krasznojarszknál a Jenyiszejt, Tajsetnél a Birjuszát, stb.